# Чулакі Михайло Іванович
Михайло Іванович Чулакі (нар. 6 (19) листопада 1908 — † 29 січня 1989, Москва) — радянський композитор, педагог і музичний діяч, народний артист РРФСР (1969), лауреат Сталінських премій другого ступеня (1947, 1948, 1950).
Батько радянського письменника — Михайла Михайловича Чулакі.

## Біографія
Народився 6 (19 листопада) 1908 року в Сімферополі.
1931 року закінчив Ленінградську консерваторію по класу композиції у Володимира Щербачова. В 1937-1939 роках був директором і художнім керівником Ленінградської філармонії. Займав ряд відповідальних посад в Міністерстві культури СРСР, Спілці композиторів СРСР (РРФСР). У 1955-1970 роках (з перервою) — директор і художній керівник Великого театру в Москві. Професор Московської консерваторії (з 1962).
Автор кількох балетів («Уявний жених», «Юність», «Казка про попа і наймита його Балду»), симфоній. На основі музики Сергія Прокоф'єва до фільму Сергія Ейзенштейна «Іван Грозний» склав однойменний балет, поставлений у Великому театрі Юрієм Григоровичем.
Автор книги «Інструменти симфонічного оркестру», кілька разів перевидавалася.
Член КПРС з 1943 року. Депутат Верховної Ради РРФСР 6 і 7 скликань.
Помер 29 січня 1989 року, похований на Введенському кладовищі Москви.

### Сім'я
- Дружина — Олена Євгенівна — художниця.
- Син — Михайло Михайлович (1941—2002) — радянський і російський письменник.

### Нагороди та премії
- Сталінська премія другого ступеня (1947); за симфонію № 2.
- Сталінська премія другого ступеня (1948); за балет «Уявний жених» (по К. Гольдоні), поставлений в ЛМАТОБ.
- Сталінська премія другого ступеня (1950); за балет «Юність» (1947), поставлений в ЛМАТОБ.
- Народний артист РРФСР (1969).

## Фільмографія
Композитор
1. 1934 — Пампушка
2. 1953 — Сріблястий пил
3. 1955 — Мексиканець
4. 1956 — Серце б'ється знову
5. 1957 — Пігмаліон
6. 1958 — Справа «Строкатих»
7. 1963 — Іменем революції
8. 1969 — Балерина (телеспектакль)
9. 1974 — Моє покоління (телеспектакль)
10. 1976 — Грізне століття (фільм-балет) (телеспектакль)